# Ишрат-уль-Ибад Хан
Ишрат-уль-Ибад Хан (англ. Ishrat-ul-Ibad Khan) — пакистанский государственный деятель. 30-й губернатор провинции Синд.

## Биография
Ишрат-уль-Ибад родился 2 марта 1963 года в Карачи. Закончил престижный медицинский колледж Dow в Карачи. Будучи студентом он интересовался политикой и являлся лидером студенческой организации APMSO (Движение Муттахида Кауми). После окончания колледжа Ишрат-уль-Ибад стал активно участвовать в деятельности партии, в результате чего был вынужден эмигрировать в Великобританию в 1984 году. В 1993 году он вернулся в Пакистан из политической эмиграции в Лондоне.
27 декабря 2002 года Ишрат-уль-Ибад стал самым молодым губернатором в истории провинции Синд. 11 ноября 2016 года был снят с должности и улетел на самолёте в Дубай.